# Vršovice (okres Louny)
Obec Vršovice se nachází v okrese Louny v Ústeckém kraji. Žije v ní 248 obyvatel.

## Historie
První písemná zmínka o obci pochází z roku 1268. Od 1. května 1976 do 31. prosince 1991 byla obec součástí města Louny.

## Obyvatelstvo
|           | 1869 | 1880 | 1890 | 1900 | 1910 | 1921 | 1930 | 1950 | 1961 | 1970 | 1980 | 1991 | 2001 | 2011 |
| --------- | ---- | ---- | ---- | ---- | ---- | ---- | ---- | ---- | ---- | ---- | ---- | ---- | ---- | ---- |
| Obyvatelé | 309  | 381  | 356  | 560  | 557  | 556  | 576  | 433  | 395  | 420  | 361  | 223  | 246  | 261  |
| Domy      | 49   | 56   | 61   | 80   | 80   | 101  | 124  | 128  | 112  | 110  | 102  | 115  | 118  | 123  |

## Pamětihodnosti
- Zámek Vršovice, vybudován v letech 1735 až 1736 na místě původní tvrze
- Národní přírodní památka Velký vrch v katastrálním území obce

## Galerie

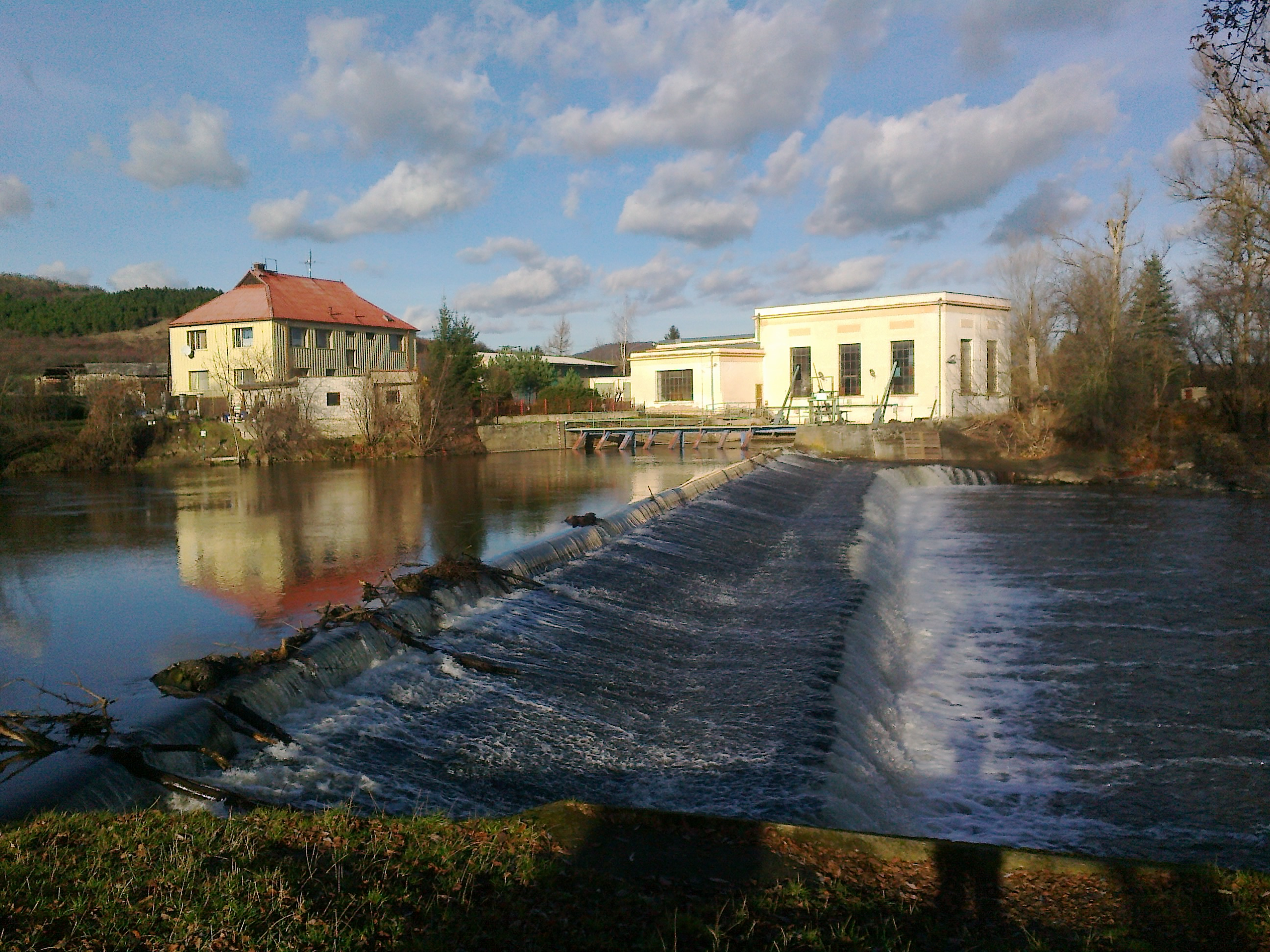
Vodní elektrárna na Ohři z roku 1909
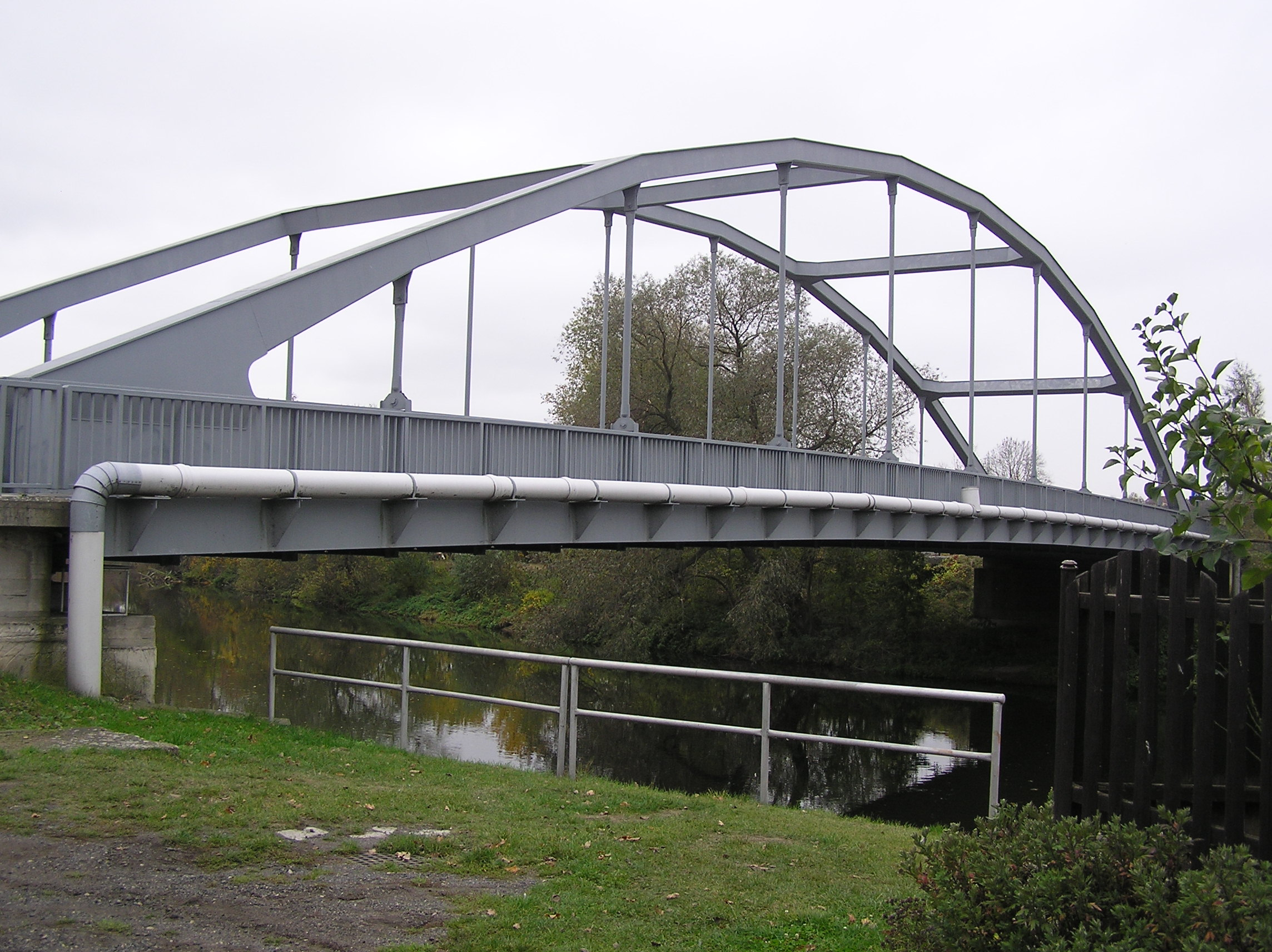
Most přes Ohři
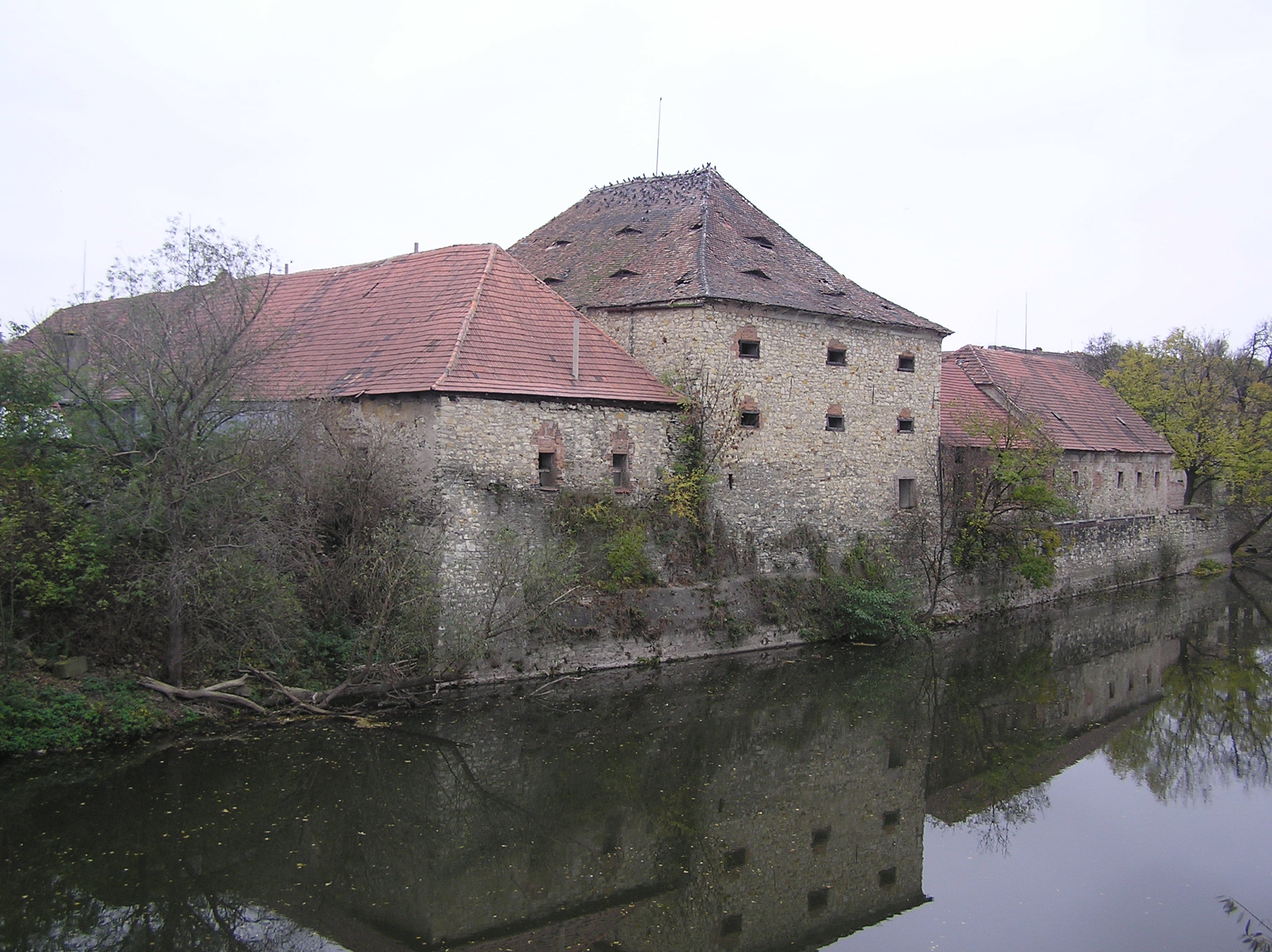
Zámecká sýpka
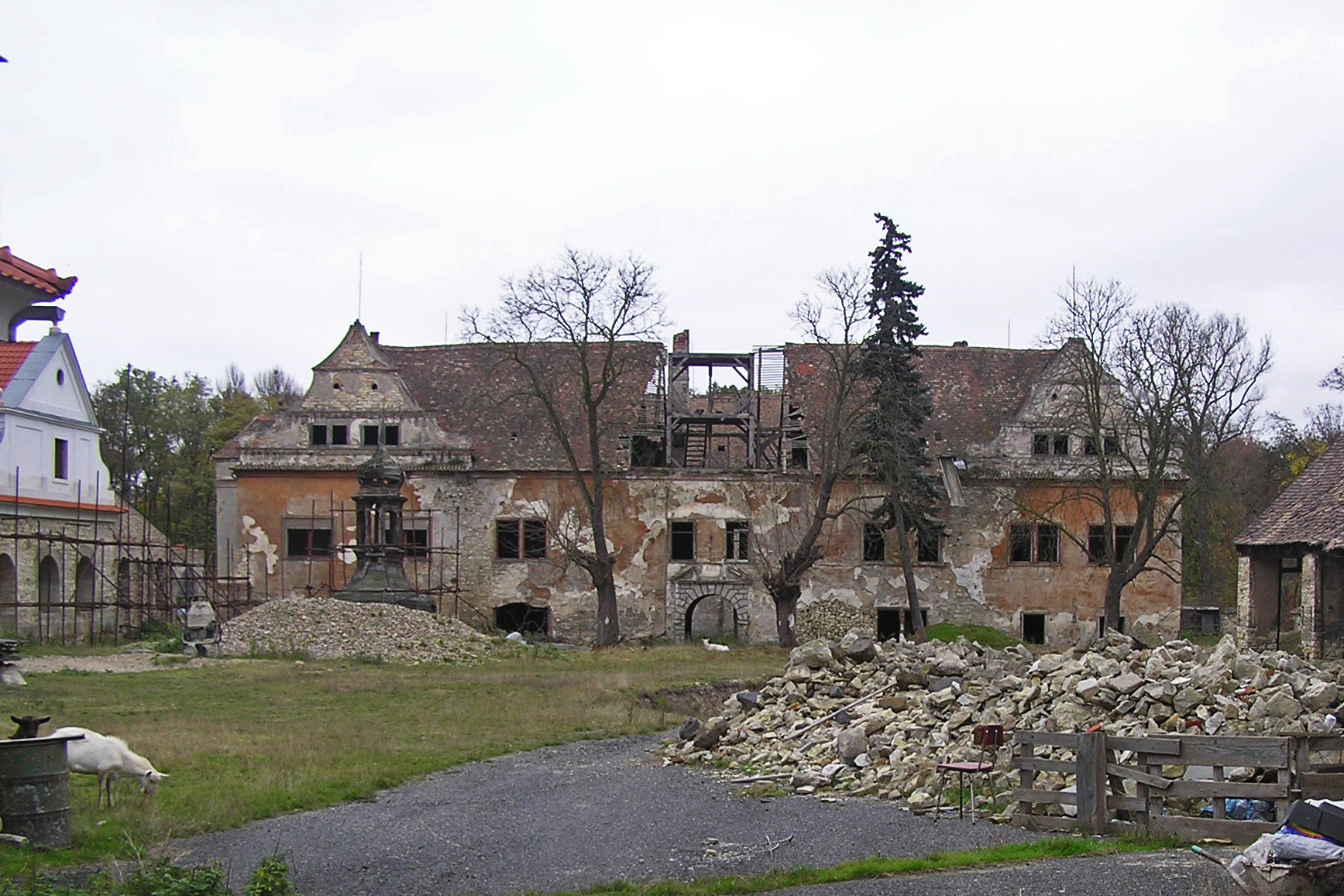
Zámecké nádvoří
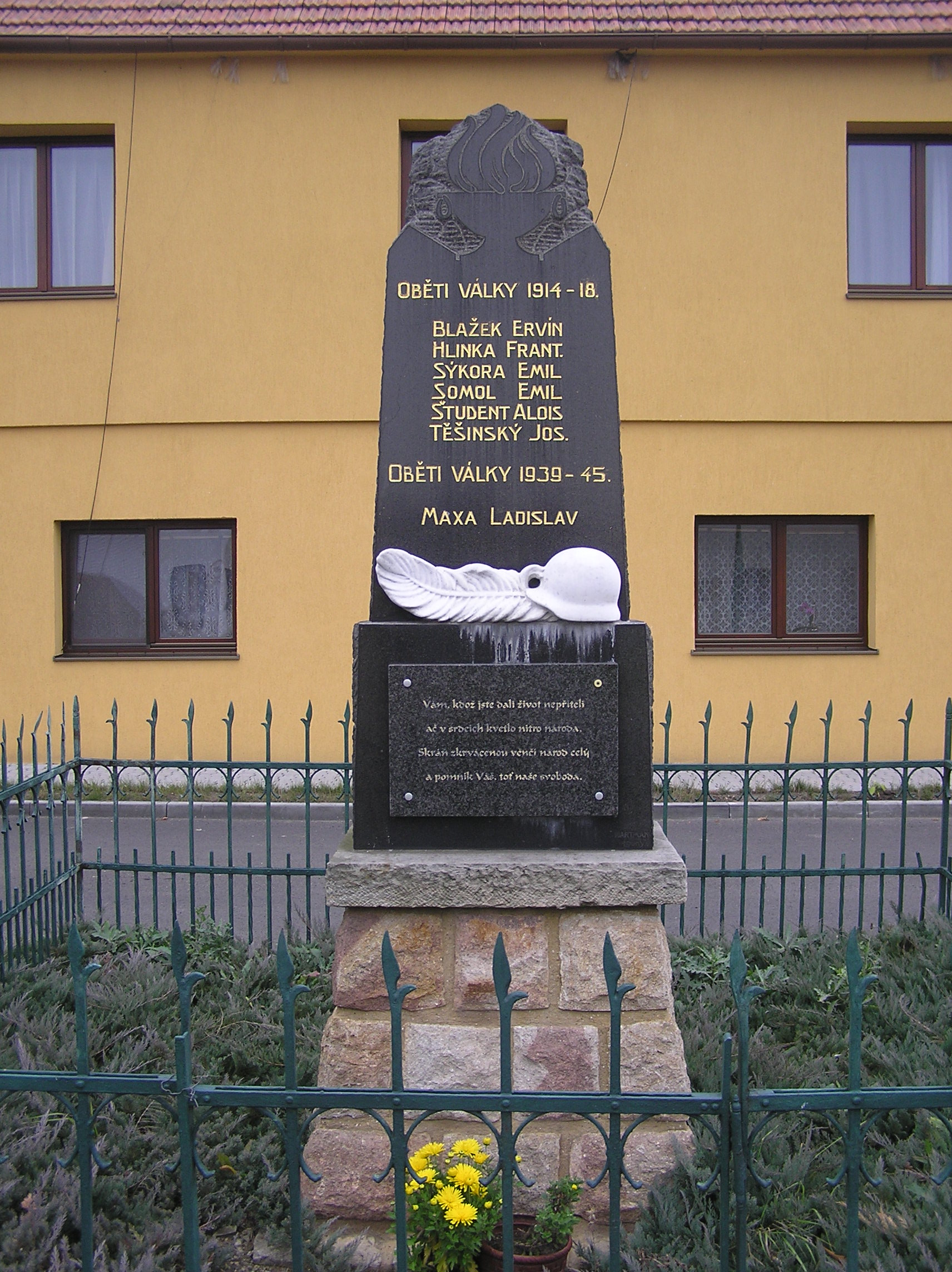
Pomník padlým v první světové válce